# أوسكار ميلارد
أوسكار ميلارد (بالإنجليزية: Oscar Millard)‏ (1 مارس 1908، لندن في المملكة المتحدة - 7 ديسمبر 1990، لوس أنجلوس في الولايات المتحدة)؛ كاتب سيناريو، كاتب وروائي أمريكي.

## روابط خارجية
- أوسكار ميلارد على موقع IMDb (الإنجليزية)
- أوسكار ميلارد على موقع ألو سيني (الفرنسية)
- أوسكار ميلارد على موقع أول موفي (الإنجليزية)
- أوسكار ميلارد على موقع قاعدة بيانات الأفلام السويدية (السويدية)
- أوسكار ميلارد على موقع قاعدة بيانات الفيلم (الإنجليزية)
- أوسكار ميلارد على موقع كينوبويسك (الروسية)